# Harrison Summers
Pour les articles homonymes, voir Summers.
Harrison C. Summers (18 juillet 1918 - 3 août 1983) est un sergent-chef de l’armée américaine, dans le 1er Bataillon du 502e Régiment d’Infanterie parachutiste de la 101e Division Aéroportée, pendant la Seconde Guerre mondiale. Il est connu grâce à un fait d’armes en Normandie le 6 juin 1944 : « Objectif WXYZ ».
Il s’agit en réalité du hameau de Mézières dont le nom était ignoré par les services de renseignement et de préparation pour le Jour J d’où le nom de l’opération.

## Déroulement de l’opération
Une quinzaine hommes reçurent pour mission de nettoyer ce village. L’attaque fut lancée par le Nord et l’Ouest du village.
Summers, armé du pistolet-mitrailleur Thompson, se retrouva avec un soldat du nom de Brandenberger. Ils commencèrent donc à nettoyer les maisons les unes après les autres (Summers abattit les trois soldats allemands qui se réfugiaient dans la première maison (no 1)). Brandenberger fut blessé par l’explosion d’une grenade durant l’attaque de la deuxième maison (no 2) et était désormais hors de combat. Summers chargea à lui seul la maison et y abattit une seconde fois ses six occupants.
Avant l’attaque de la troisième maison (no 3), un capitaine de la 82e Division Aéroportée le rejoignit accompagné du 2nd classe John Camin, mais il fut touché à moins de vingt mètres de Summers par un tireur isolé. Le soldat Camin était armé d’une carabine US M1.
Ils adoptèrent alors une tactique de combat – ils échangeaient leurs armes de maison en maison. Pendant que l’un assurait la couverture, l’autre enfonçait la porte avec le pistolet-mitrailleur Thompson. Les deux hommes investirent chaque baraquement sans faire aucun prisonnier.
Le village se terminait par une grande bâtisse. Les Allemands y avaient installé un réfectoire … Summers tua les quinze hommes qui y étaient attablés. Après être sortis par l’arrière du bâtiment, ils furent pris sous le feu d’un sniper ennemi. Les tirs provenaient d’une grange au bout d’un champ. Comme les autres parachutistes les avaient rejoints, ils formaient une cible parfaite : quatre hommes furent tués et quatre autres blessés.
La grange se situait près d’un abri rempli d’Allemands. Les tirs américains firent exploser un stock de munitions dans l’abri : une trentaine d’Allemands périrent. Peu après, le lieutenant-colonel Patrick Cassidy du 502e avec le sergent Nickrent, servant au bazooka, arriva sur les lieux. Sous ses ordres, Nickrent tira deux fois dans la grange et enflamma la partie supérieure.
Le reste des troupes allemandes fuit à travers champs, à la merci des tireurs américains.

## Après-guerre
Pour son action en Normandie, Summers fut promu lieutenant et proposé pour la Médaille d'Honneur du congrès. Il ne recevra que la Distinguished Service Cross. Il participa également à la "Charge de Cole" (Lieutenant-Colonel Robert Cole qui reçut la Médaille d'Honneur) et combattit en Hollande et en Belgique jusqu'à la fin de la guerre. Il mourut d'un cancer du poumon en 1983. Ses amis se battent toujours aujourd'hui pour qu'on le décore à titre posthume de la médaille d'Honneur du congrès.